# Vozovna Zvonařka
Vozovna Zvonařka je zaniklá tramvajová vozovna v Praze na Vinohradech, která stála v ulici U Zvonařky, v místě domů čo. 7, 9 a 11.

## Historie
Vozovna zahájila provoz 20. května 1884 společně s otevřením trati koněspřežné tramvaje Můstek – Královské Vinohrady. Do její haly vedly dvě koleje, stáje pro koně byly umístěny v sousedství. V roce 1900 byla tramvajová trať k Nuselským schodům elektrifikována. Po otevření nové vozovny elektrických drah v Karlíně na konci roku 1900 byla vozovna koňky na Zvonařce oficiálně vyřazena z provozu. Její kolejiště však statistiky stále vykazovaly až do roku 1903.
Dne 19. prosince 1904 koupil pozemek továrník Skřivan, který dal objekty vozovny zbořit a na místě postavil nové bytové domy.